# ماریا ایزابل
ماریا ایزابل لوپز رودریگز (اسپانیایی: María Isabel López Rodríguez‎؛ زادهٔ ۴ ژانویهٔ ۱۹۹۵) خواننده، و هنرپیشه اهل اسپانیا است. وی از سال ۲۰۰۴ میلادی تاکنون مشغول فعالیت بوده‌است.